# Boku datte naichau yo
„Boku datte naichau yo” (jap. 僕だって泣いちゃうよ) – dziewiętnasty singel japońskiego zespołu NMB48, wydany w Japonii 17 października 2018 roku przez laugh out loud records.
Singel został wydany w dziewięciu edycjach: czterech regularnych i czterech limitowanych (Type A, Type B, Type C, Type D) oraz „teatralnej” (CD). Osiągnął 1 pozycję w rankingu Oricon i pozostał na liście przez 17 tygodni. Singel zdobył status platynowej płyty.

## Lista utworów
Wszystkie utwory zostały napisane przez Yasushiego Akimoto.

### Type A
| CD | CD                                                                        | CD              | CD              | CD      |
| Nr | Tytuł utworu                                                              | Kompozycja      | Aranżacja       | Długość |
| -- | ------------------------------------------------------------------------- | --------------- | --------------- | ------- |
| 1. | „Boku datte naichau yo” (jap. 僕だって泣いちゃうよ)                       | Takayuki Ōta    | Takayuki Ōta    | 5:05    |
| 2. | „Romantic na sayonara” (jap. ロマンティックなサヨナラ) (wyk. Under Girls) | Takanori Fukuda | Takanori Fukuda | 4:10    |
| 3. | „Usotsuki Machine” (jap. 嘘つきマシーン) (wyk. Team N)                    | Satoshi Ikezawa | Satoshi Ikezawa | 4:10    |
| 4. | „Boku datte naichau yo” (jap. 僕だって泣いちゃうよ) (off vocal ver.)      | Takayuki Ōta    | Takayuki Ōta    | 5:05    |
| 5. | „Romantic na sayonara” (jap. ロマンティックなサヨナラ) (off vocal ver.)   | Takanori Fukuda | Takanori Fukuda | 4:10    |
| 6. | „Usotsuki Machine” (jap. 嘘つきマシーン) (off vocal ver.)                 | Satoshi Ikezawa | Satoshi Ikezawa | 4:10    |

| DVD (wer. regularna) | DVD (wer. regularna)                                                              | DVD (wer. regularna) |
| Nr                   | Tytuł utworu                                                                      | Długość              |
| -------------------- | --------------------------------------------------------------------------------- | -------------------- |
| 1.                   | „Boku datte naichau yo” (jap. 僕だって泣いちゃうよ) (Music Video)                 |                      |
| 2.                   | „Boku datte naichau yo” (jap. 僕だって泣いちゃうよ) (Music Video Dancing Version) |                      |
| 3.                   | „Usotsuki Machine” (jap. 嘘つきマシーン) (Music Video)                            |                      |
| 4.                   | „Usotsuki Machine” (jap. 嘘つきマシーン) (Music Video Making)                     |                      |

| DVD (wer. limitowana) | DVD (wer. limitowana) | DVD (wer. limitowana) |
| Nr                    | Tytuł utworu | Długość               |
| --------------------- | --- | --------------------- |
| 1.                    | „Boku datte naichau yo” (jap. 僕だって泣いちゃうよ) (Music Video) |                       |
| 2.                    | „Boku datte naichau yo” (jap. 僕だって泣いちゃうよ) (Music Video Dancing Version) |                       |
| 3.                    | „Usotsuki Machine” (jap. 嘘つきマシーン) (Music Video) |                       |
| 4.                    | „NMB48 LIVE TOUR 2018 in Summer @ Tōkyō: Nakano Sun Plaza (2018.7.30)” (jap. NMB48 LIVE TOUR 2018 in Summer@東京・中野サンプラザ（2018.7.30）より「overture(NMB48 ver.)」「HA !」「カモネギックス」「Good Timing」「アボガドじゃね〜し…」「365日の紙飛行機」「青春のラップタイム」) |                       |

### Type B
| CD | CD                                                                        | CD              | CD                           | CD      |
| Nr | Tytuł utworu                                                              | Kompozycja      | Aranżacja                    | Długość |
| -- | ------------------------------------------------------------------------- | --------------- | ---------------------------- | ------- |
| 1. | „Boku datte naichau yo” (jap. 僕だって泣いちゃうよ)                       | Takayuki Ōta    | Takayuki Ōta                 | 5:05    |
| 2. | „Romantic na sayonara” (jap. ロマンティックなサヨナラ) (wyk. Under Girls) | Takanori Fukuda | Takanori Fukuda              | 4:10    |
| 3. | „True Purpose” (wyk. Team M)                                              | Takafumi Fujino | Takafumi Fujino, Nao Shimada | 4:03    |
| 4. | „Boku datte naichau yo” (jap. 僕だって泣いちゃうよ) (off vocal ver.)      | Takayuki Ōta    | Takayuki Ōta                 | 5:05    |
| 5. | „Romantic na sayonara” (jap. ロマンティックなサヨナラ) (off vocal ver.)   | Takanori Fukuda | Takanori Fukuda              | 4:10    |
| 6. | „True Purpose” (off vocal ver.)                                           | Takafumi Fujino | Takafumi Fujino, Nao Shimada | 4:03    |

| DVD (wer. regularna) | DVD (wer. regularna)                                                              | DVD (wer. regularna) |
| Nr                   | Tytuł utworu                                                                      | Długość              |
| -------------------- | --------------------------------------------------------------------------------- | -------------------- |
| 1.                   | „Boku datte naichau yo” (jap. 僕だって泣いちゃうよ) (Music Video)                 |                      |
| 2.                   | „Boku datte naichau yo” (jap. 僕だって泣いちゃうよ) (Music Video Dancing Version) |                      |
| 3.                   | „True Purpose” (Music Video)                                                      |                      |
| 4.                   | „True Purpose” (Music Video Making)                                               |                      |

| DVD (wer. limitowana) | DVD (wer. limitowana) | DVD (wer. limitowana) |
| Nr                    | Tytuł utworu | Długość               |
| --------------------- | --- | --------------------- |
| 1.                    | „Boku datte naichau yo” (jap. 僕だって泣いちゃうよ) (Music Video) |                       |
| 2.                    | „Boku datte naichau yo” (jap. 僕だって泣いちゃうよ) (Music Video Dancing Version) |                       |
| 3.                    | „True Purpose” (Music Video) |                       |
| 4.                    | „NMB48 LIVE TOUR 2018 in Summer @ Hyōgo: Kōbe Kokusai Kaikan (2018.9.3)” (jap. NMB48 LIVE TOUR 2018 in Summer@兵庫・神戸国際会館（2018.9.3）より「overture(NMB48 ver.)」「絶滅黒髮少女」「北川謙二」「想像の詩人」「Don't look back !」「カモネギックス」「僕はいない」「甘噛み姫」「純情U-19」) |                       |

### Type C
| CD | CD                                                                        | CD              | CD              | CD      |
| Nr | Tytuł utworu                                                              | Kompozycja      | Aranżacja       | Długość |
| -- | ------------------------------------------------------------------------- | --------------- | --------------- | ------- |
| 1. | „Boku datte naichau yo” (jap. 僕だって泣いちゃうよ)                       | Takayuki Ōta    | Takayuki Ōta    | 5:05    |
| 2. | „Romantic na sayonara” (jap. ロマンティックなサヨナラ) (wyk. Under Girls) | Takanori Fukuda | Takanori Fukuda | 4:10    |
| 3. | „Shokumu shitsumon” (jap. 職務質問) (wyk. Team BII)                       | Tomokazu Yamada | Shōhei Sumiya   | 4:42    |
| 4. | „Boku datte naichau yo” (jap. 僕だって泣いちゃうよ) (off vocal ver.)      | Takayuki Ōta    | Takayuki Ōta    | 5:05    |
| 5. | „Romantic na sayonara” (jap. ロマンティックなサヨナラ) (off vocal ver.)   | Takanori Fukuda | Takanori Fukuda | 4:10    |
| 6. | „Shokumu shitsumon” (jap. 職務質問) (off vocal ver.)                      | Tomokazu Yamada | Shōhei Sumiya   | 4:42    |

| DVD (wer. regularna) | DVD (wer. regularna)                                                              | DVD (wer. regularna) |
| Nr                   | Tytuł utworu                                                                      | Długość              |
| -------------------- | --------------------------------------------------------------------------------- | -------------------- |
| 1.                   | „Boku datte naichau yo” (jap. 僕だって泣いちゃうよ) (Music Video)                 |                      |
| 2.                   | „Boku datte naichau yo” (jap. 僕だって泣いちゃうよ) (Music Video Dancing Version) |                      |
| 3.                   | „Shokumu shitsumon” (jap. 職務質問) (Music Video)                                 |                      |
| 4.                   | „Shokumu shitsumon” (jap. 職務質問) (Music Video Making)                          |                      |

| DVD (wer. limitowana) | DVD (wer. limitowana) | DVD (wer. limitowana) |
| Nr                    | Tytuł utworu | Długość               |
| --------------------- | --- | --------------------- |
| 1.                    | „Boku datte naichau yo” (jap. 僕だって泣いちゃうよ) (Music Video) |                       |
| 2.                    | „Boku datte naichau yo” (jap. 僕だって泣いちゃうよ) (Music Video Dancing Version) |                       |
| 3.                    | „Shokumu shitsumon” (jap. 職務質問) (Music Video) |                       |
| 4.                    | „NMB48 LIVE TOUR 2018 in Summer @ Hiroshima: Ueno Gakuen Hall (2018.8.30)” (jap. NMB48 LIVE TOUR 2018 in Summer@広島・上野学園ホール（2018.8.30）より「overture(NMB48 ver.)」「下手を打つ」「NMB参上!」「匙を投げるな!」「甘噛み姫」「欲望者」「ひこうき雲」「約束よ」「大声ダイヤモンド」) |                       |

### Type D
| CD | CD                                                                        | CD              | CD                   | CD      |
| Nr | Tytuł utworu                                                              | Kompozycja      | Aranżacja            | Długość |
| -- | ------------------------------------------------------------------------- | --------------- | -------------------- | ------- |
| 1. | „Boku datte naichau yo” (jap. 僕だって泣いちゃうよ)                       | Takayuki Ōta    | Takayuki Ōta         |         |
| 2. | „Romantic na sayonara” (jap. ロマンティックなサヨナラ) (wyk. Under Girls) | Takanori Fukuda | Takanori Fukuda      |         |
| 3. | „Wasurete hoshii” (jap. 忘れて欲しい) (wyk. Sayaka Yamamoto)              | Manabu Marutani | Yūichi "Masa" Nonaka |         |
| 4. | „Boku datte naichau yo” (jap. 僕だって泣いちゃうよ) (off vocal ver.)      | Takayuki Ōta    | Takayuki Ōta         |         |
| 5. | „Romantic na sayonara” (jap. ロマンティックなサヨナラ) (off vocal ver.)   | Takanori Fukuda | Takanori Fukuda      |         |
| 6. | „Wasurete hoshii” (jap. 忘れて欲しい) (off vocal ver.)                    | Manabu Marutani | Yūichi "Masa" Nonaka |         |

| DVD (wer. regularna) | DVD (wer. regularna)                                                              | DVD (wer. regularna) |
| Nr                   | Tytuł utworu                                                                      | Długość              |
| -------------------- | --------------------------------------------------------------------------------- | -------------------- |
| 1.                   | „Boku datte naichau yo” (jap. 僕だって泣いちゃうよ) (Music Video)                 |                      |
| 2.                   | „Boku datte naichau yo” (jap. 僕だって泣いちゃうよ) (Music Video Dancing Version) |                      |
| 3.                   | „Wasurete hoshii” (jap. 忘れて欲しい) (Music Video)                               |                      |
| 4.                   | „Boku datte naichau yo” (jap. 僕だって泣いちゃうよ) (Music Video Making)          |                      |

| DVD (wer. limitowana) | DVD (wer. limitowana)                                                             | DVD (wer. limitowana) |
| Nr                    | Tytuł utworu                                                                      | Długość               |
| --------------------- | --------------------------------------------------------------------------------- | --------------------- |
| 1.                    | „Boku datte naichau yo” (jap. 僕だって泣いちゃうよ) (Music Video)                 |                       |
| 2.                    | „Boku datte naichau yo” (jap. 僕だって泣いちゃうよ) (Music Video Dancing Version) |                       |
| 3.                    | „Shokumu shitsumon” (jap. 職務質問) (Music Video)                                 |                       |
| 4.                    | „Yamamoto Sayaka no kiseki 2010-2018” (jap. 山本彩の軌跡 2010-2018)               |                       |

### Wer. teatralna
| CD | CD                                                                        | CD              | CD              | CD      |
| Nr | Tytuł utworu                                                              | Kompozycja      | Aranżacja       | Długość |
| -- | ------------------------------------------------------------------------- | --------------- | --------------- | ------- |
| 1. | „Boku datte naichau yo” (jap. 僕だって泣いちゃうよ)                       | Takayuki Ōta    | Takayuki Ōta    | 5:05    |
| 2. | „Romantic na sayonara” (jap. ロマンティックなサヨナラ) (wyk. Under Girls) | Takanori Fukuda | Takanori Fukuda | 4:10    |
| 3. | „Yume wa nigenai” (jap. 夢は逃げない) (wyk. Kenkyūsei)                    | Sayaka Yamamoto | Kazuya Nagami   | 4:55    |
| 4. | „Boku datte naichau yo” (jap. 僕だって泣いちゃうよ) (off vocal ver.)      | Takayuki Ōta    | Takayuki Ōta    | 5:05    |
| 5. | „Romantic na sayonara” (jap. ロマンティックなサヨナラ) (off vocal ver.)   | Takanori Fukuda | Takanori Fukuda | 4:10    |
| 6. | „Yume wa nigenai” (jap. 夢は逃げない) (off vocal ver.)                    | Sayaka Yamamoto | Kazuya Nagami   | 4:55    |

## Skład zespołu
| „Boku datte naichau yo” |
| --- |
| - Team N: Cocona Umeyama, Karin Kojima, Airi Tanigawa, Ayaka Yamamoto, Sayaka Yamamoto (środek) - Team M: Momoka Iwata, Yūka Katō, Rena Kawakami, Nagisa Shibuya, Miru Shiroma, Momone Yasuda, Akari Yoshida - Team BII: Azusa Uemura, Yūri Ōta, Eriko Jō, Rei Jōnishi, Sae Murase - Kenkyūsei: Keito Shiotsuki Łącznie 71 członkiń wystąpiło w teledysku (wszystkie członkinie należące do zespołu NMB48 w momencie premiery). Członkinie senbatsu uczestniczyły w nagraniu piosenki i jej teledysku, podczas gdy pozostałe członkinie wystąpiły w teledysku jako tancerki. |

| „Romantic na sayonara” |
| --- |
| - Team N: Kokoro Naiki (środek), Mao Mita, Rina Yamao - Team M: Yūmi Ishida, Kanae Iso, Chihiro Kawakami (środek), Suzu Yamada - Kenkyūsei: Mikana Yamamoto |

| „Usotsuki Machine” |
| --- |
| - Team N: Yuki Azuma, Cocona Umeyama, Konomi Kusaka, Narumi Koga, Karin Kojima, Airi Tanigawa, Kokoro Naiki, Momoka Hayashi, Shion Hori, Yuzuha Hongō, Mao Mita, Rina Yamao, Ayaka Yamamoto (środek), Sayaka Yamamoto (środek) |

| „True Purpose” |
| --- |
| - Team M: Yūmi Ishida, Kanae Iso, Momoka Iwata, Mizuki Uno, Mai Odan, Yūka Katō, Chihiro Kawakami, Rena Kawakami, Nagisa Shibuya, Miru Shiroma (środek), Rurina Nishizawa, Momone Yasuda, Suzu Yamada, Akari Yoshida |

| „Shokumu shitsumon” |
| --- |
| - Team BII: Natsuko Akashi, Akari Ishizuka, Anna Ijiri, Azusa Uemura, Yūri Ōta (środek), Rina Kushiro, Rika Shimizu, Eriko Jō, Rei Jōnishi, Sara Takei, Mion Nakagawa, Shiori Mizuta, Sae Murase, Ayaka Morita |

| „Yume wa nigenai” |
| --- |
| - Kenkyūsei: Wakana Abe, Ayano Izumi, Ai Osawa, Riona Ōta (środek), Yui Ōdan, Rena Okamoto, Yūka Ogawa, Nanaho Kawano, Mana Kitamura, Rina Kobayashi, Nami Sakamoto, Haruka Sadano, Ami Satō, Keito Shiotsuki, Marin Shōbu, Nao Shinzawa, Kotone Sugiura, Yuina Deguchi, Mirai Nakano, Hinata Namba, Karen Hara, Momoka Horinouchi, Reiko Maeda, Maria Mizobuchi, Haasa Minami, Yuria Miyake, Amiru Yamasaki, Mikana Yamamoto, Sumire Yokono |

## Notowania
| Lista                             | Pozycja |
| --------------------------------- | ------- |
| Oricon Weekly Singles Chart       | 1       |
| Oricon Yearly Singles Chart       | 23      |
| Billboard Japan Hot 100           | 1       |
| Billboard Japan Top Singles Sales | 1       |

## Sprzedaż
| Dane wg         | Sprzedaż |
| --------------- | -------- |
| Oricon          | 347 928  |
| Billboard Japan | 411 478+ |